# Nicasio Álvarez de Sotomayor
Para otros personajes con el mismo apellido, véase Álvarez de Sotomayor.
Nicasio Álvarez de Sotomayor Gordillo y Aguilar (Cilleros, 13 de diciembre de 1899 - Sierra de Gata, 2 de agosto de 1936) fue un médico, sindicalista y político español de los años 1930.

## Biografía
Nació en el año 1899 en Cilleros, en la provincia de Cáceres.
Inicialmente fue miembro de la CNT, sindicato anarquista con el que lideró la huelga de la Telefónica durante los primeros años de la Segunda República Española. Tras ser expulsado de la CNT realizó un acercamiento a las JONS, Fue uno de los líderes de un sindicato nacionalsindicalista fundado dentro de las JONS en 1934, la Central Obrera Nacional Sindicalista (CONS), junto con el también anarquista Guillén Salaya y el comunista Manuel Mateo), a instancias de Ramiro Ledesma. Al año siguiente se desvinculó de Falange, firmando el comunicado de prensa junto con el propio Ramiro Ledesma y el otro fundador de las JONS, Onésimo Redondo (Heraldo de Madrid, 14 de enero de 1935). Stanley G. Payne apunta que Nicasio Álvarez fue el único líder local anarcosindicalista atraído por Ramiro Ledesma; en 1935 abandonó, siguiendo a Ramiro Ledesma el movimiento falangista.
Miembro del I Consejo Nacional de Falange Española y de las JONS, como Jefe de Servicios reconocido por la Junta de Mando el 28 de agosto de 1934.
Sintiéndose perseguido por anarquistas y falangistas marchó a su pueblo donde se incorporó a la Agrupación Socialista. Fue elegido alcalde de Cilleros en febrero de 1936 y presidía la Casa del Pueblo de la localidad al producirse el golpe de Estado de julio que dio lugar a la Guerra Civil. Huyó al monte y fue abatido por los sublevados. Según un artículo del 3 de agosto de 1936 en el Diario Extremadura, murió abatido por falangistas en la Sierra de Gata cuando capitaneaba, según el periódico, «un grupo de comunistas».